# Brouilleur

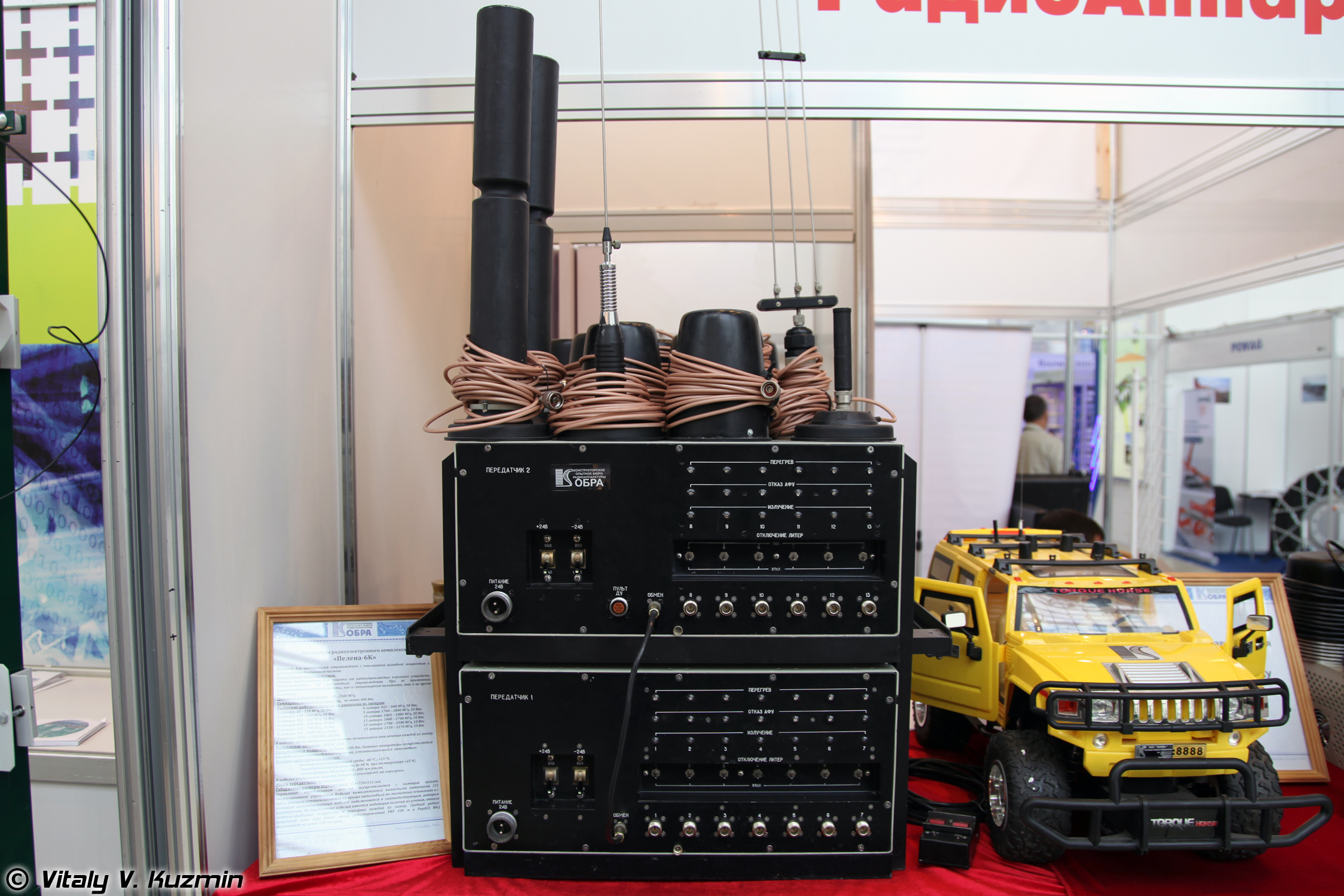
Brouilleur militaire de guerre électronique, embarqué sur véhicule.

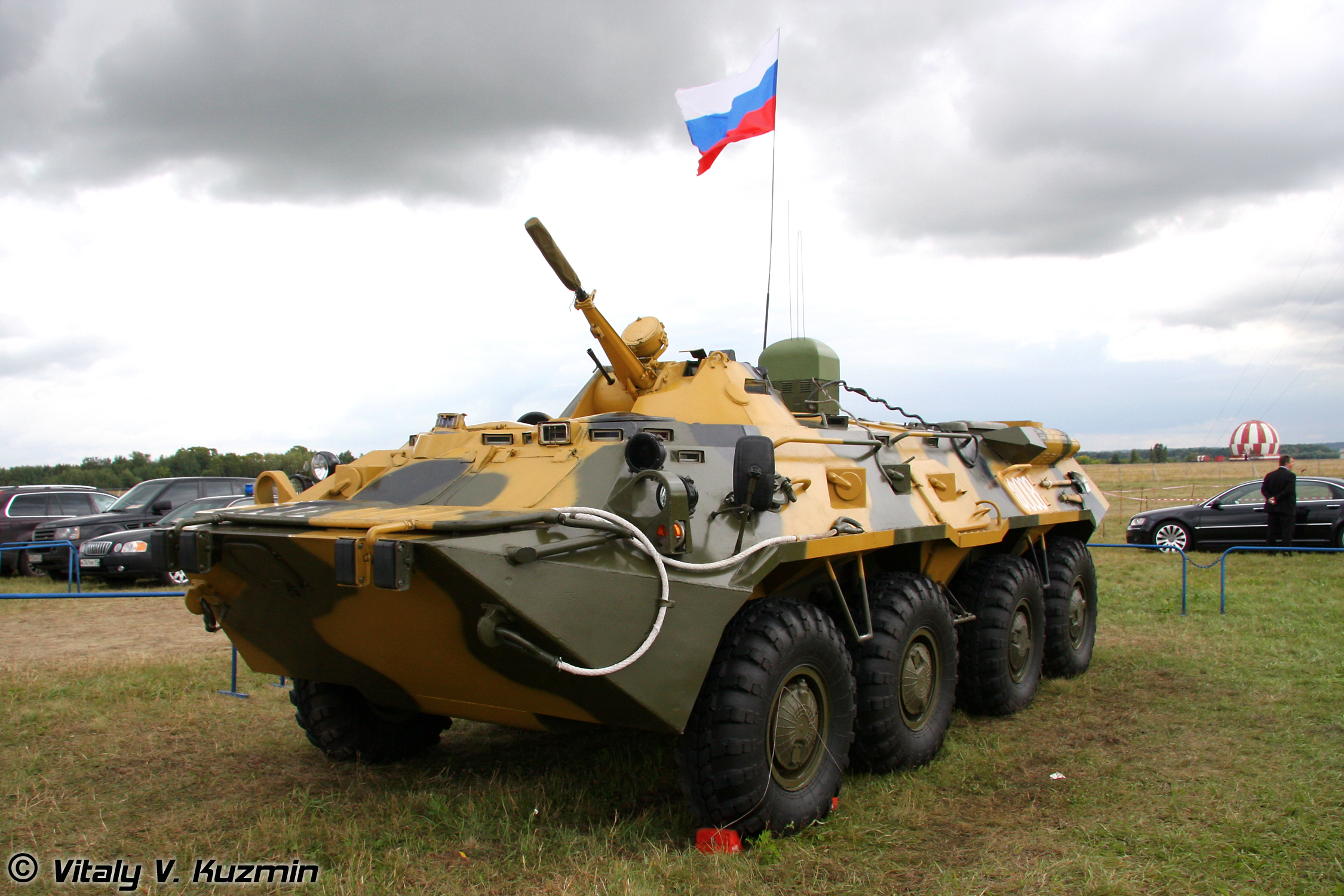
Brouilleur militaire de guerre électronique, embarqué sur véhicule.

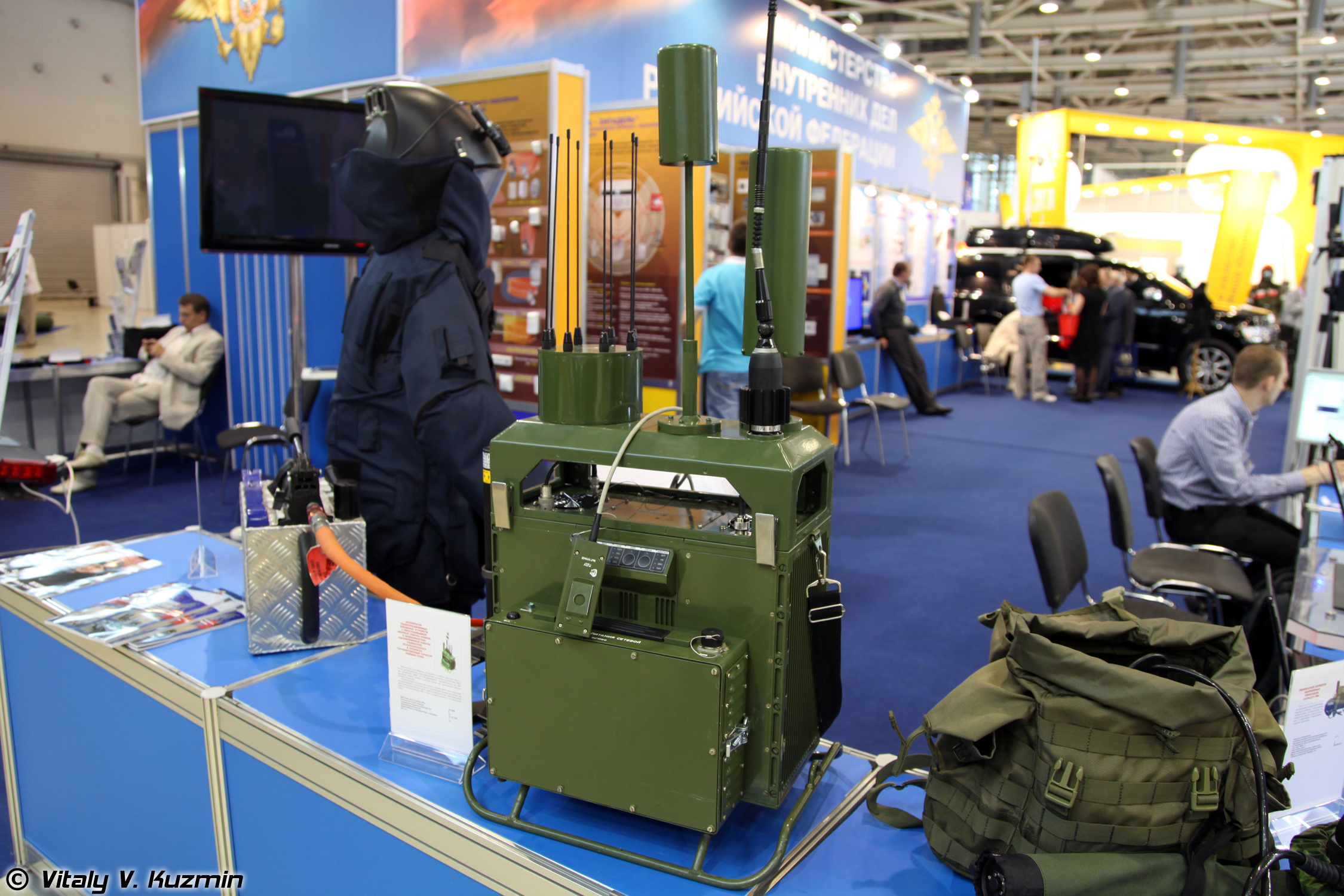
Brouilleur militaire de guerre électronique, transportable par une personne.

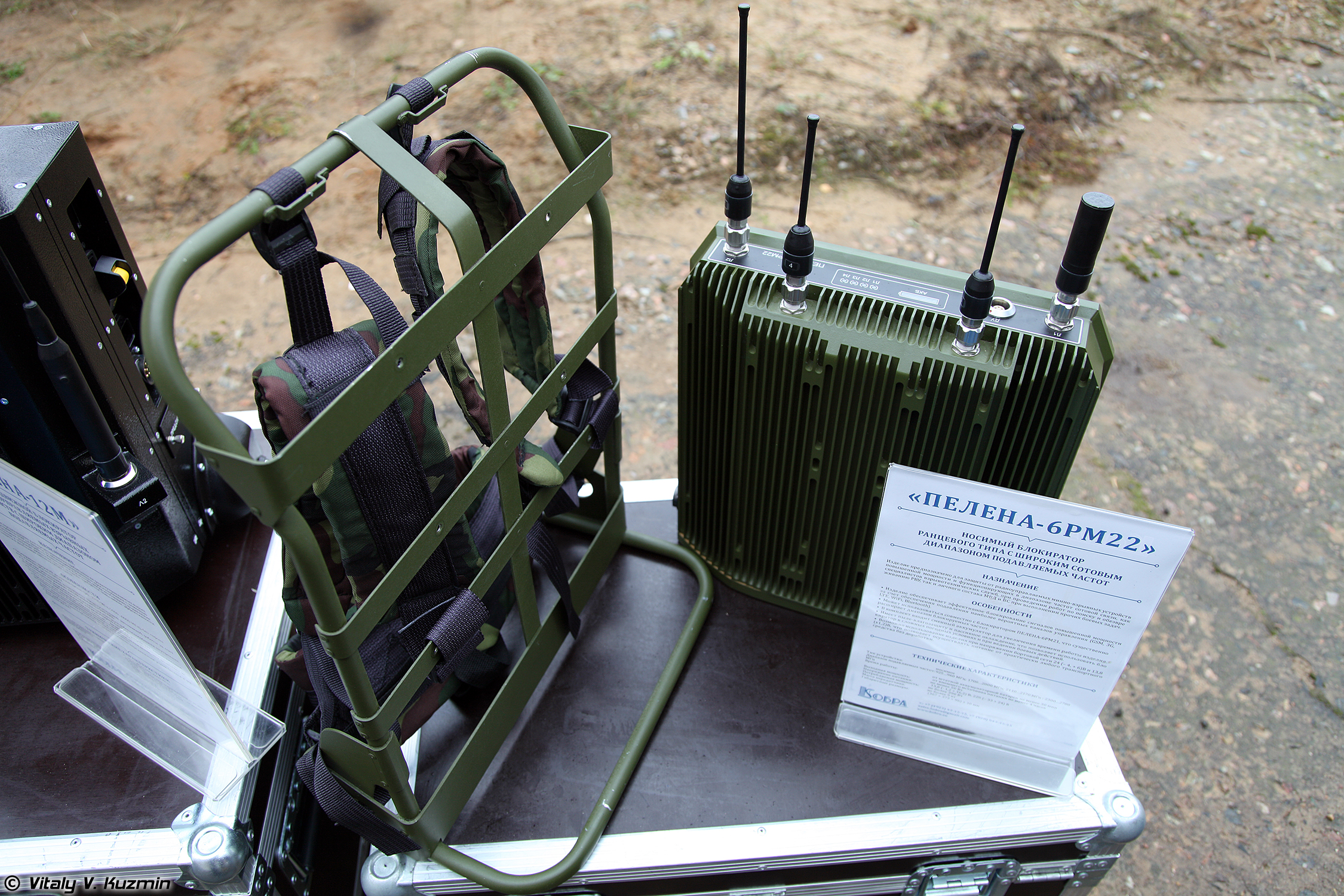
Brouilleur militaire de guerre électronique, transportable par une personne.

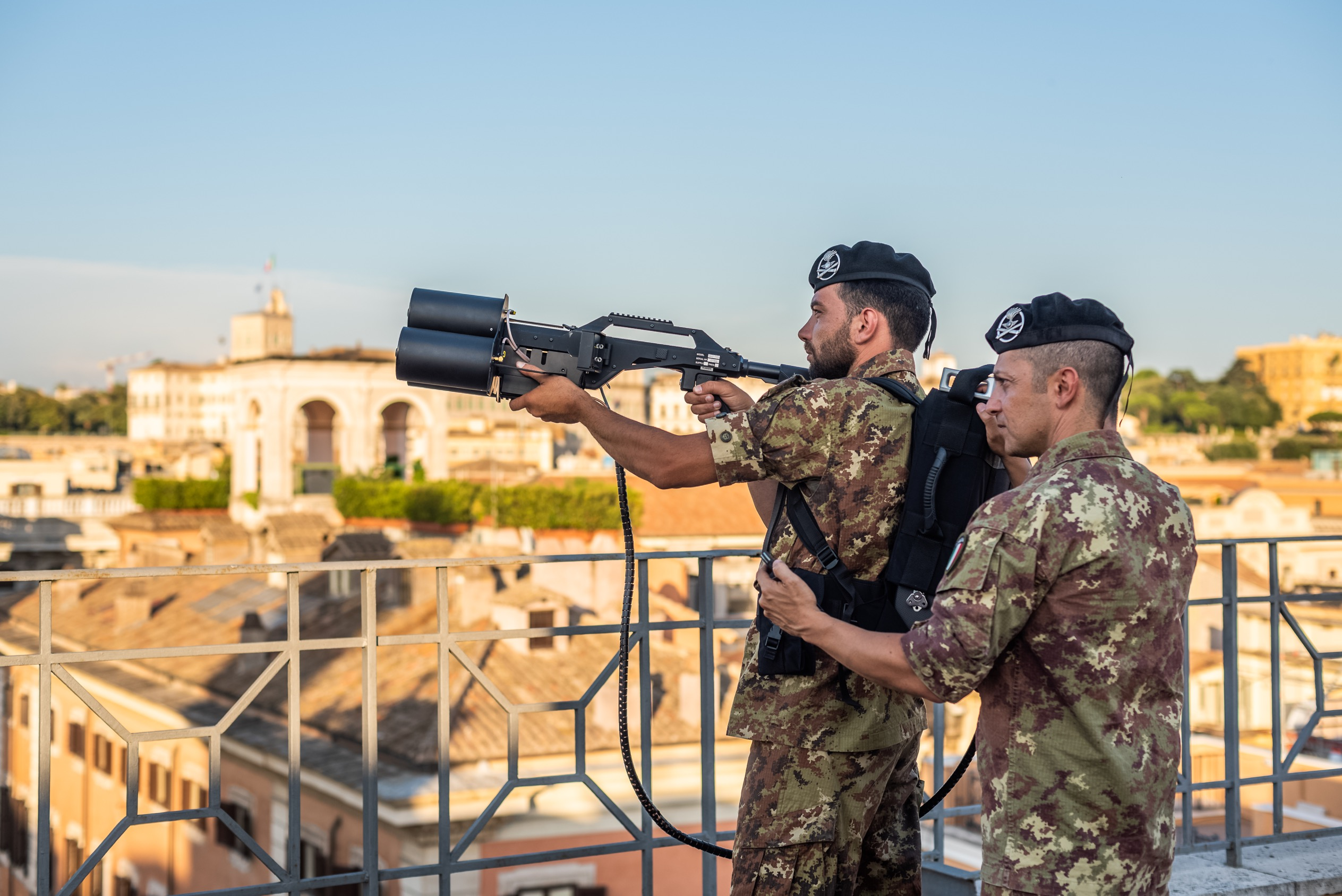
Brouilleur de drone, ici de l'armée italienne

Un brouilleur ou bouilleur d'ondes en télécommunications est un équipement qui émet un signal destiné à empêcher partiellement ou totalement la communication radio entre un émetteur et un récepteur. Alors que le chiffrement se réfère à un traitement numérique du signal, le brouilleur se réfère à une communication analogique. Le brouillage est réalisé en superposant un signal parasite au signal normal.

## Cas d'utilisation
Dans le domaine militaire, un brouilleur peut être utilisé pour perturber ou limiter la capacité de communication de l'ennemi. Il peut être aussi utilisé pour rendre inutilisable un GPS en superposant un signal parasite au signal émis par les satellites.
Il existe aussi des brouilleurs de signal GSM pour empêcher la communication des téléphones portables, par exemple dans les salles de spectacle, les cinémas et les prisons.
Un brouilleur peut également être utilisé pour neutraliser les émissions d'un traceur, par exemple un traceur de véhicule et ce sur plusieurs bandes d'émission. C'est d'autant plus utile que le traceur GPS le plus performant propose la fonction d’écoute à distance et qu'un simple appel sur le numéro de la carte SIM insérée dans l'appareil va permettre à celui-ci de décrocher directement, permettant une écoute de ce qui se trouve à côté du traceur. Certains traceurs n'émettent qu'épisodiquement, par exemple une fois toutes les 5 minutes, le rendant d'autant plus difficile à détecter. Étant donné que les brouilleurs GSM sont interdits dans certains pays, il est possible de n'utiliser qu'un seul brouilleur GPS. L'emploi du brouilleur peut précéder l'emploi d'un détecteur de traceur jusqu'à la neutralisation du traceur.
Un brouilleur peut également être utilisé pour brouiller un drone et le faire s'écraser.[réf. nécessaire]
Un brouilleur peut être utilisé pour désactiver une alarme cambriolage qui signalerait le cas non pas par câble mais par ondes (gsm par exemple).

## Cadre légal
L'utilisation de brouilleurs en France est totalement interdite. Les seules dérogations concernent les besoins de l'ordre public, de la défense et de la sécurité nationale, ou du service public de la justice (notamment dans les établissements pénitentiaires).
Avant le 24 août 2011, les brouilleurs étaient autorisés dans les salles de spectacle, (article L33-3 et 39-2 du code des postes et des communications électroniques). Les brouilleurs installés avant cette date restent autorisés pendant un délai de cinq ans (soit jusqu’au 26 août 2016), (ordonnance n° 2011-1012 du 24 août 2011).